# Pāsār (ort i Zanjan)
Pāsār (persiska: پاسار, پايسَر, پِسار) är en ort i Iran.   Den ligger i provinsen Zanjan, i den nordvästra delen av landet, 250 km nordväst om huvudstaden Teheran. Pāsār ligger 752 meter över havet och antalet invånare är 206.
Terrängen runt Pāsār är kuperad åt sydväst, men åt nordost är den bergig. Runt Pāsār är det ganska glesbefolkat, med 47 invånare per kvadratkilometer. Närmaste större samhälle är Āb Bar, 10,6 km nordväst om Pāsār. Trakten runt Pāsār består i huvudsak av gräsmarker.